# Johannes Ludovicus Mathieu Lauweriks

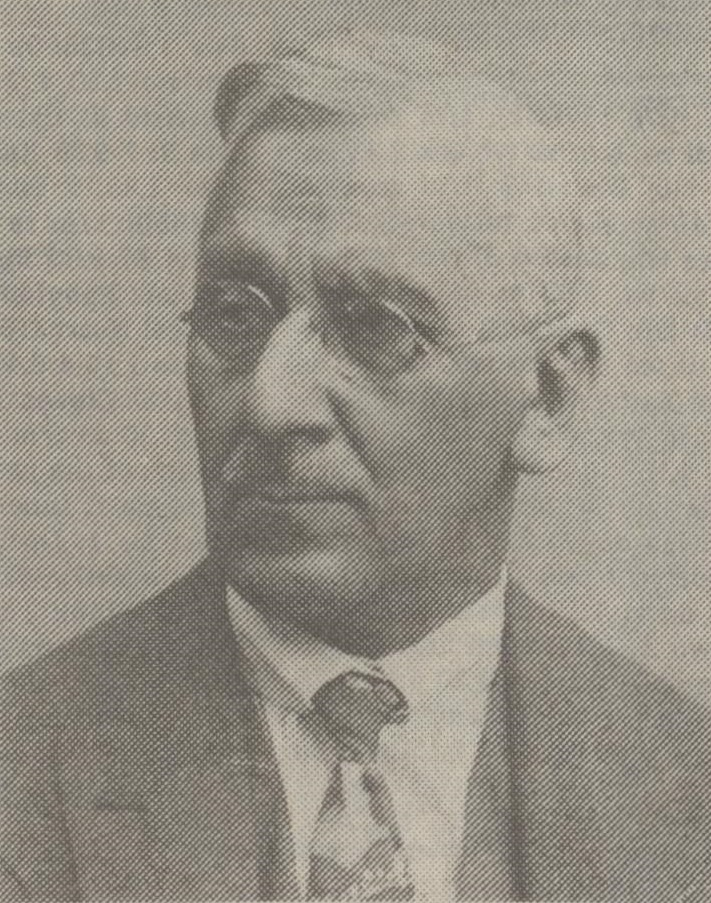
Mathieu Lauweriks

Johannes Ludovicus Mathieu Lauweriks, auch Jan Lauweriks (* 25. August 1864 in Roermond, Niederlande; † 15. April 1932 in Amsterdam, Niederlande), war ein niederländischer Architekt.

## Leben

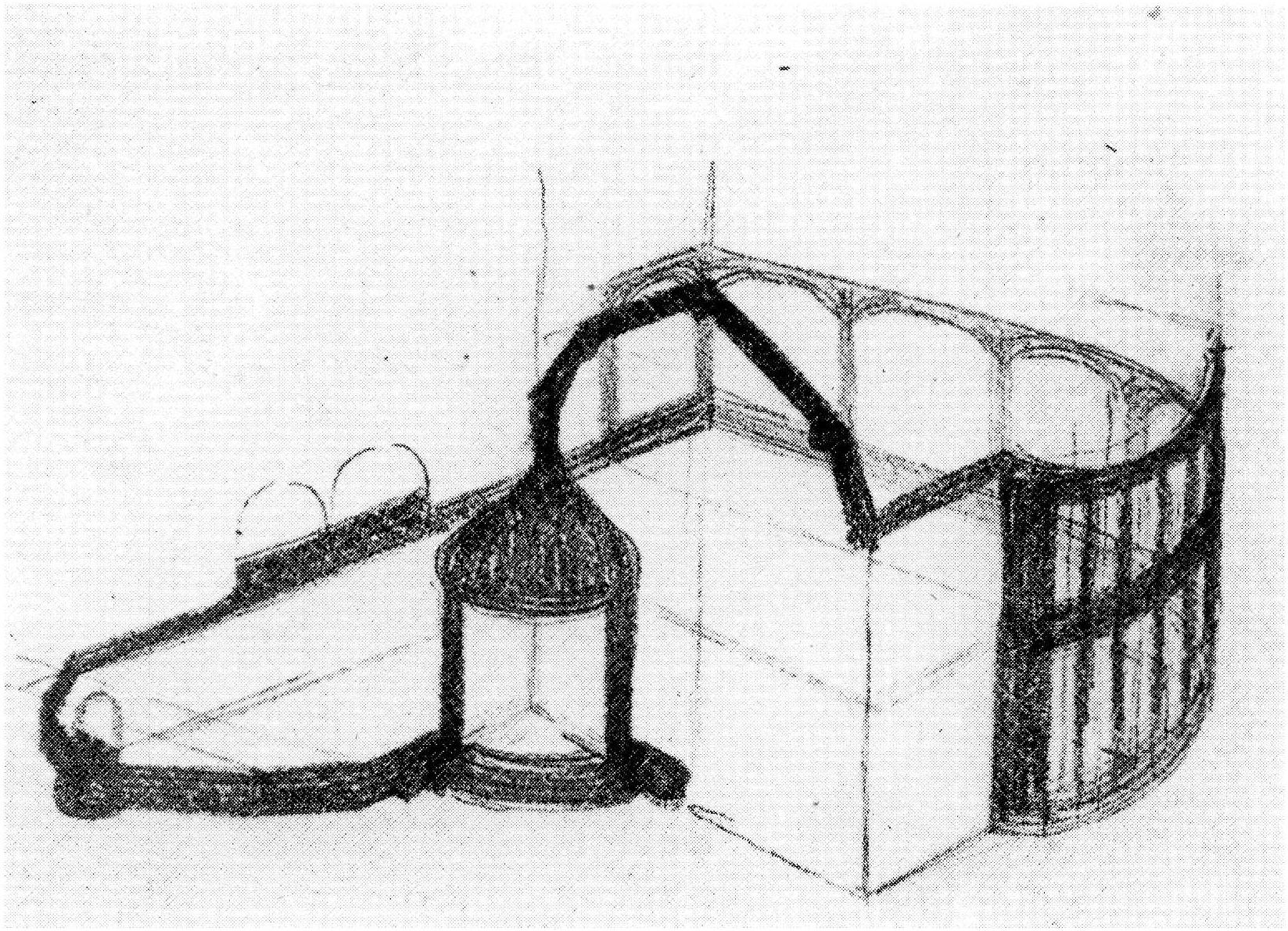
Entwurfsstudie für Haus Stein, Göttingen, 1911

Nach seinem Studium in Amsterdam lehrte Lauweriks zunächst von 1900 bis 1904 an der Kunstgewerbeschule Haarlem, dann von 1904 bis 1909 an der von Peter Behrens geleiteten Kunstgewerbeschule Düsseldorf. Er übernahm von Behrens die Architekturklasse, der Adolf Meyer angehörte. Lauweriks wurde führendes Mitglied der 1903 an der Kunstgewerbeschule Düsseldorf gegründeten Vereinigung Ring, die in den Jahren 1908 bis 1909 unter seiner Schriftleitung in sechs Heften die avantgardistische Zeitschrift Ring herausgab.
Karl Ernst Osthaus gelang es im September 1909, Lauweriks nach Hagen zu holen. Hier leitete er bis 1916 den Staatlichen Handfertigkeitskurses und war künstlerischer Leiter der Hagener Silberschmiede. 1916 kehrte er in die Niederlande zurück und lehrte dort kunstgewerbliche Arbeiten und Architektur. Er inspirierte mit seinen Ansichten den niederländischen Künstler Chris Lebeau für den Rest seines Lebens.
Lauweriks plante in Hagen die Bebauung der Straße „Am Stirnband“ mit neun Häusern nach arithmetisch-geometrischen Formeln. Diese Häuser waren Teil der Künstlerkolonie Gartenstadt Hohenhagen.
1894 trat er der Theosophischen Gesellschaft bei und war ab 1895 Mitglied der Theosophischen Gesellschaft Adyar. Von Mai 1913 bis Ende 1914 war Lauweriks Generalsekretär der Deutschen Sektion der Theosophischen Gesellschaft.

## Architektonische Entwurfslehre
Als Lehrer der Kunstgewerbeschule Düsseldorf vertrat Lauweriks eine systematisierte architektonische Entwurfslehre, die er wohl bereits in den 1890er Jahren in den Niederlanden entwickelt hatte. In seiner Lehre spielt der Gedanke einer „symbolischen geometrischen Entstehungsfigur“ eine Rolle. Diese entwickelte er auf der Grundlage eines von Kreis und Quadrat ausgehenden Rastersystems. Die Figur erlaube eine Einteilung nach dem Beispiel der Natur. Sie solle sich in einer mehrfach untergliederten organischen Zellenstruktur aus „Systemzellen“ zusammensetzen. Diese Zellen seien nach klassischen mathematischen Proportionen aufgebaut und kumulierten ihre Materie nach dem Bedarf des architektonischen Organismus. Demnach baue sich eine Architektur organisch aus „Systemzellen“ auf. Lauweriks Systemtheorie, die auf einem philosophisch-theosophischen Ansatz fußt, begreift die Architektur als Modell der kosmischen, auf Mathematik beruhenden Ordnung. Eine diesem System folgende architektonische Ordnung könne auch die menschliche Gesellschaft ordnen. Tatsächlich legte Lauweriks seiner Planung für die Straße „Am Stirnband“ in Hagen ein einheitliches Maßsystem, beruhend auf einem Quadrat von 17 cm Seitenlänge, zugrunde. Der Architekt Hendrik Petrus Berlage bezog sich in einer 1908 veröffentlichten Schrift ausdrücklich auf Lauweriks Entwurfsmethode. Weiterer kunsthistorischer Untersuchungen bedarf die Frage, inwiefern auch der Architekt Le Corbusier (→ Modulor), der im Auftrag von Peter Behrens in der Nähe die Aufsicht über dessen Bauprojekte leitete, von Lauweriks Entwurfslehre beeinflusst war.

## Schriften (Auswahl)
- Ein Beitrag zum Entwerfen auf systematischer Grundlage in der Architectur. In: Ring I, Heft 1 (1909), S. 25–34.
- Leitmotive. In: Ring I, Heft 1 (1909), S. 5–9.

## Literatur

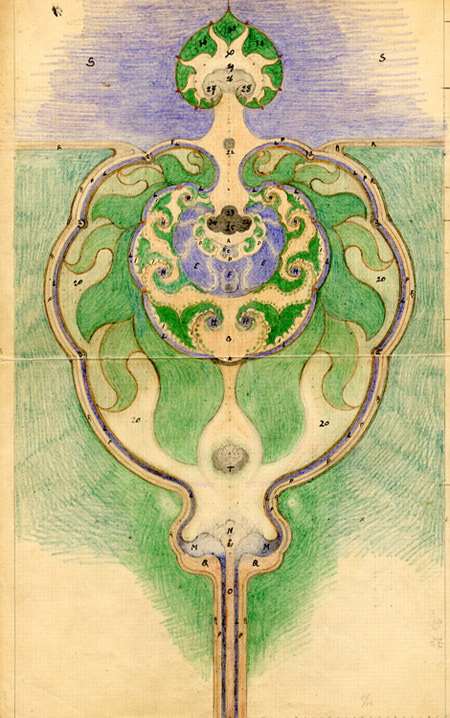
Weltkriegdenkmal (1915)